# Albenga (stacja kolejowa)
Albenga (wł: Stazione di Albenga) – stacja kolejowa w Albenga, w regionie Liguria, we Włoszech. Znajdują się tu 2 perony. Stacja dysponuje kasami biletowymi, automatami, kioskiem, barem oraz posterunkiem policji kolejowej.